# Goutom Ghos
Goutom Ghos (in bengali গৌতম ঘোষ, Gōutōm Ghōś, pron. AFI: [ɡou̯t̪om ɡʱoʃ], anche indicato Gautam e Goutam; Faridpur, 24 luglio 1950) è un regista e fotoreporter indiano.

## Filmografia
- Maabhoomi (1979)
- Dakhal (1981)
- Pār (1984)
- Antarjali Yatra (1987)
- Padma Nadir Majhi (1992)
- Patang (1993)
- Gudia (1997)
- Abar Aranye (2003)
- Yatra (2006)